# Gary Forbes
Gary Orlando Forbes Regis (Colón, 25 febbraio 1985) è un ex cestista panamense.

## Carriera
Con Panama ha disputato tre edizioni dei Campionati americani (2007, 2011, 2017).

## Palmarès
- All-Atlantic 10 Player of the Year (2008)